# Stazione di Punta Piccola
La stazione di Punta Piccola è stata una fermata ferroviaria posta lungo la ex linea ferroviaria a scartamento ridotto Castelvetrano-Porto Empedocle chiusa nel 1986, era a servizio di Punta Piccola, frazione di Porto Empedocle.

## Storia
La fermata venne inaugurata nel 16 dicembre 1911 insieme alla tratta Siculiana–Porto Empedocle.
Nel 1977 la stazione cessò il suo funzionamento insieme alla tratta Realmonte-Agrigento.

## Strutture e impianti
Era composta da un fabbricato viaggiatori e dal binario di circolazione.

## Galleria d'immagini

Treno Porto Empedocle-Sciacca in transito dopo avere appena lasciato la stazione